# Annesorhiza altiscapa
Annesorhiza altiscapa là một loài thực vật có hoa trong họ Hoa tán. Loài này được Schltr. ex H.Wolff mô tả khoa học đầu tiên năm 1921.